# Caithness

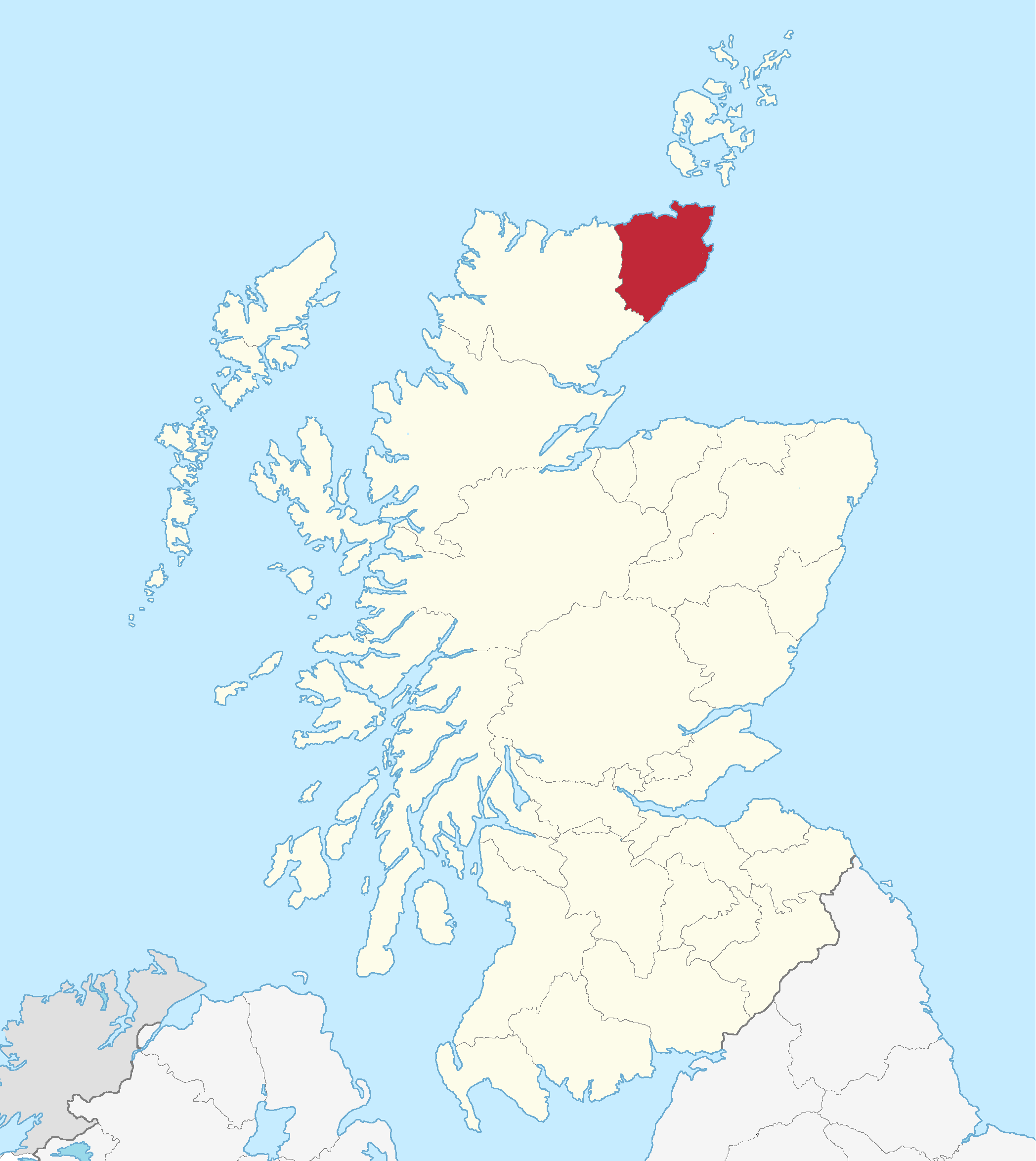
Caithness

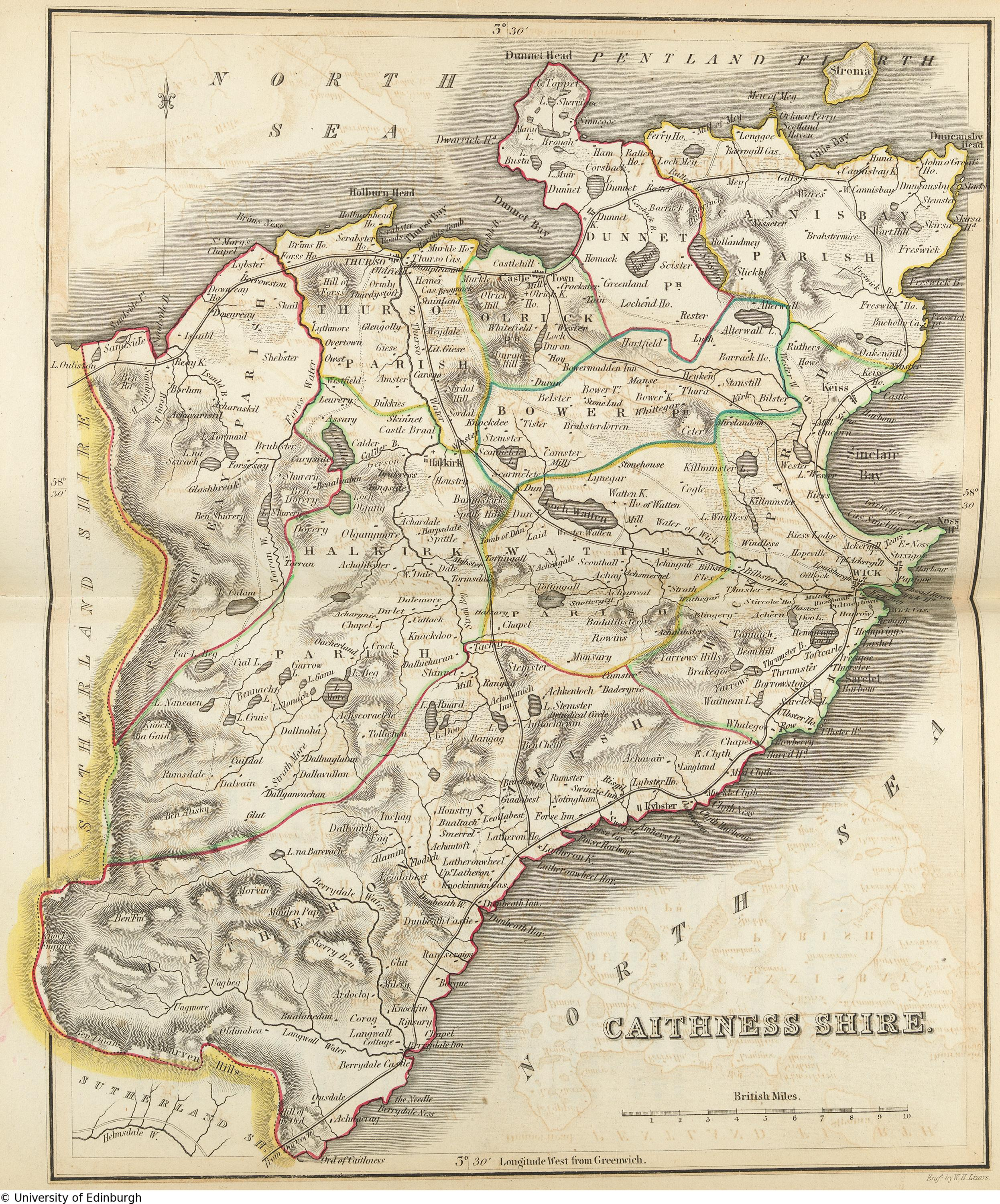
Traditionelle Parish-Gliederung

Caithness (schott.-gäl. Gallaibh) ist eine traditionelle Grafschaft an der Nordostspitze Schottlands mit der historischen Hauptstadt Wick. 2013 lebten 26.067 Personen in Caithness auf einer Fläche von 1601,26 km².

## Geographische Lage
Westlich und südlich von Caithness liegt die alte Grafschaft Sutherland. Größte Stadt mit 7933 Einwohnern war im Jahre 2011 Thurso, gefolgt von Wick mit 7155 und Halkirk mit 982 Einwohnern. Von Bedeutung sind die Häfen Scrabster nahe Thurso und John o’ Groats, von denen die Fähren nach Orkney ablegen.
In Dunnet Head nahe Thurso liegt der nördlichste Punkt der Britischen Hauptinsel, während John o’ Groats deren nordöstlichsten Punkt markiert.
Ohne Meeresflächen umfasst die Grafschaft eine Fläche von 1805 km² und besitzt im Gegensatz zu anderen Grafschaften der Highlands lediglich etwas mehr als 10 km² Binnengewässer.

## Verwaltung
Die Verwaltungsgrafschaft Caithness wurde 1975 aufgelöst und als Distrikt in die schottische Region Highland eingegliedert. Zum Distrikt Caithness gehörten neben dem traditionellen Territorium noch die Gebiete von Tongue und Farr. Mit der Ersetzung der Regionen 1996 durch Council Areas verloren die traditionellen Grafschaften jede offizielle Bedeutung und Caithness wurde unmittelbar der Verwaltung von Highland unterstellt. Mit dem Gebiet von Sutherland sowie von Ross and Cromarty bildet Caithness eine europäische NUTS3 Einheit (UKM41).

## Geschichte
Über die Frühgeschichte der Grafschaft ist wenig bekannt. Sicher ist nur, dass sie vom Volk der Pikten bewohnt wurde. Caithness ist vor allem für seine archäologischen Sehenswürdigkeiten, wie die unzähligen Überreste von Brochs, wie etwa den Broch von Ousdale, bekannt. Diese und andere Monumente werden zum Teil vom Yarrows Archaeology Trail, der „Route der Archäologie in Caithness“, erschlossen und können ganzjährig besichtigt werden. Nördlich liegt der Pentland Firth, der den Archipel der Orkney von Schottland trennt. Im Pentland Firth liegt die Isle of Stroma, die nördlichste Landmasse von Caithness.
Caithness war der Sitz Bischöfe von Caithness. Im Mittelalter geriet Caithness unter die Kontrolle der norwegischen Jarle von Orkney. Erst 1266 erkannte der norwegische König im Frieden von Perth Caithness als Teil des Königreich Schottland an. Um 1334 wurde erstmals der schottische Titel eines Earl of Caithness verliehen, seit 1455 ist er in der Familie Sinclair erblich. Heutiger Träger ist der Politiker Malcolm Sinclair, 20. Earl of Caithness.

## Wirtschaft
Während im östlichen Teil auch Ackerbau betrieben wird, dominiert auf dem größten Teil Schaf- und Rinderhaltung. Dabei ist Schafzucht sowohl für Nebenerwerbslandwirte (Crofter) wie auch als Haupterwerb von Bedeutung. 
Im Norden der Grafschaft befindet sich Dounreay, ein Gelände um eine verfallene Burg, auf dem seit den 1950er Jahren nukleare Versuchsreaktoren betrieben wurden. Der Versuchsbetrieb war einer der prägenden Wirtschaftsfaktoren in den umliegenden Gemeinden. Seit 1994 befindet sich der ehemalige Versuchsreaktor im Rückbau, wodurch die mit Dounreay verbundenen mehr als 1000 Arbeitsplätze erhalten blieben.

## Sehenswürdigkeiten
- Achanarras-Steinbruch
- Achavanich (Cromlech)
- Crosskirk (Broch)
- Caithness Broch Centre
- Cairn o’ Get
- die grauen Cairns von Camster
- die langen Cairns von Cnoc Freiceadain
- Castle of Mey
- Felsenküste bei Duncansby Head (bes. Duncansby Stacks)
- Freswick Castle
- Hill o’ Many Stanes (Menhire)
- Broch von Nybster
- Ormiegill North
- Stein von Latheron
- Tulach an tSionnaich
- Wag of Forse
- Yarrows Broch und Megalithanlagen